# مشظة (أداة)

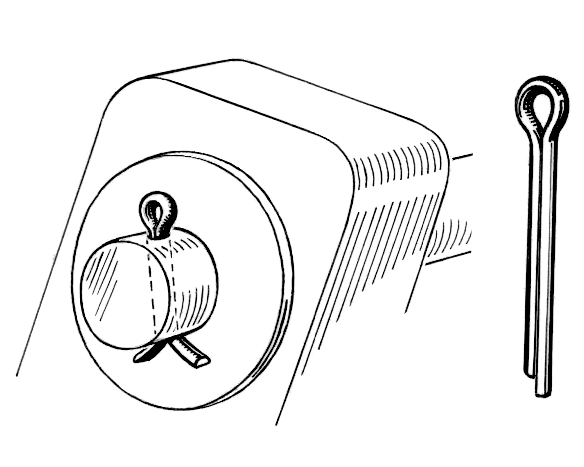
مشظة تُثَبّت قضيبًا في مكانه بحلقة

المِشْظَة أو المَشْظ أو الدّبّوس الوُتَيْدي و يُقال لها خابور توصيل أو التِيْلَة أداةٌ تُقحَم في فتحة صغيرة ابتغاءَ الجمع ما بين جزئَين، على غرار البرشام . عادة ما تكون المِشْظَة مصنوعة من سلك سميك مع مقطع عرضي نصف دائري ، بأحجام وأنواع متعددة.

أشكال المشظة
A: مشظة جديدة
B: مشظة مثبتة
C: مشظة لها شكل R
D: قطع عرضي لمشظة جديدة

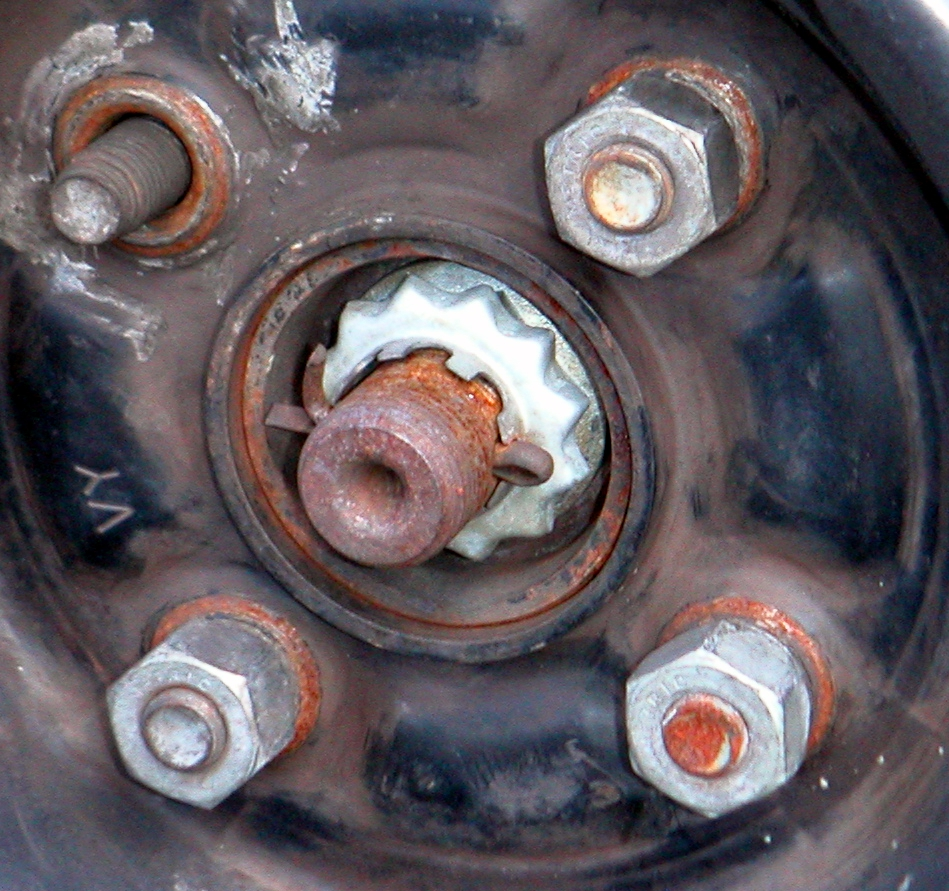
قَبُّ عجلة سيارة يظهر غطاء صامولة ومشظة (بالقرب من المركز)

## التسمية
المِشْظَةُ : الشَّظِيَّةُ من الشَّوْك أَو من الِجذْع. أما المشظ: الذي يدخل في اليد من الشَّوْك ونحوه، والخشبةُ التي يُسَكَّنُ بها قَلَقُ نِصاب الفَأْس.